# Kostel svatého Bartoloměje (Vyšší Brod)
Kostel sv. Bartoloměje stojí v centru města Vyšší Brod, které bylo prohlášeno památkovou zónou, uprostřed hřbitova na horním (jižním) konci hlavního Náměstí. Vybudován byl již před rokem 1259, od roku 1264 pak nad ním má patronát vyšebrodský klášter. Kostel sv. Bartoloměje byl již ve středověku farním kostelem a je jím ve farnosti Vyšší Brod dosud. Celý areál  původně raně gotického kostela i s přilehlým hřbitovem je chráněn jako kulturní památka České republiky.

## Historie
Kostel byl doložen jako farní již v roce 1259. Dosud se dochovaly části stavby, které pocházejí z doby kolem poloviny 13. století. Jedná se o kněžiště, obvodové zdivo lodi a pravděpodobně také o základy chórové věže kostela. V pozdějším období od 16. století byl kostel několikrát stavebně upravován. V 17. století byla zaklenuta původně plochostropá kostelní loď a v roce 1715 byla přistavěna sakristie. Věž kostela získala v druhé pololovině 19. století regotizovanou podobu.

## Galerie

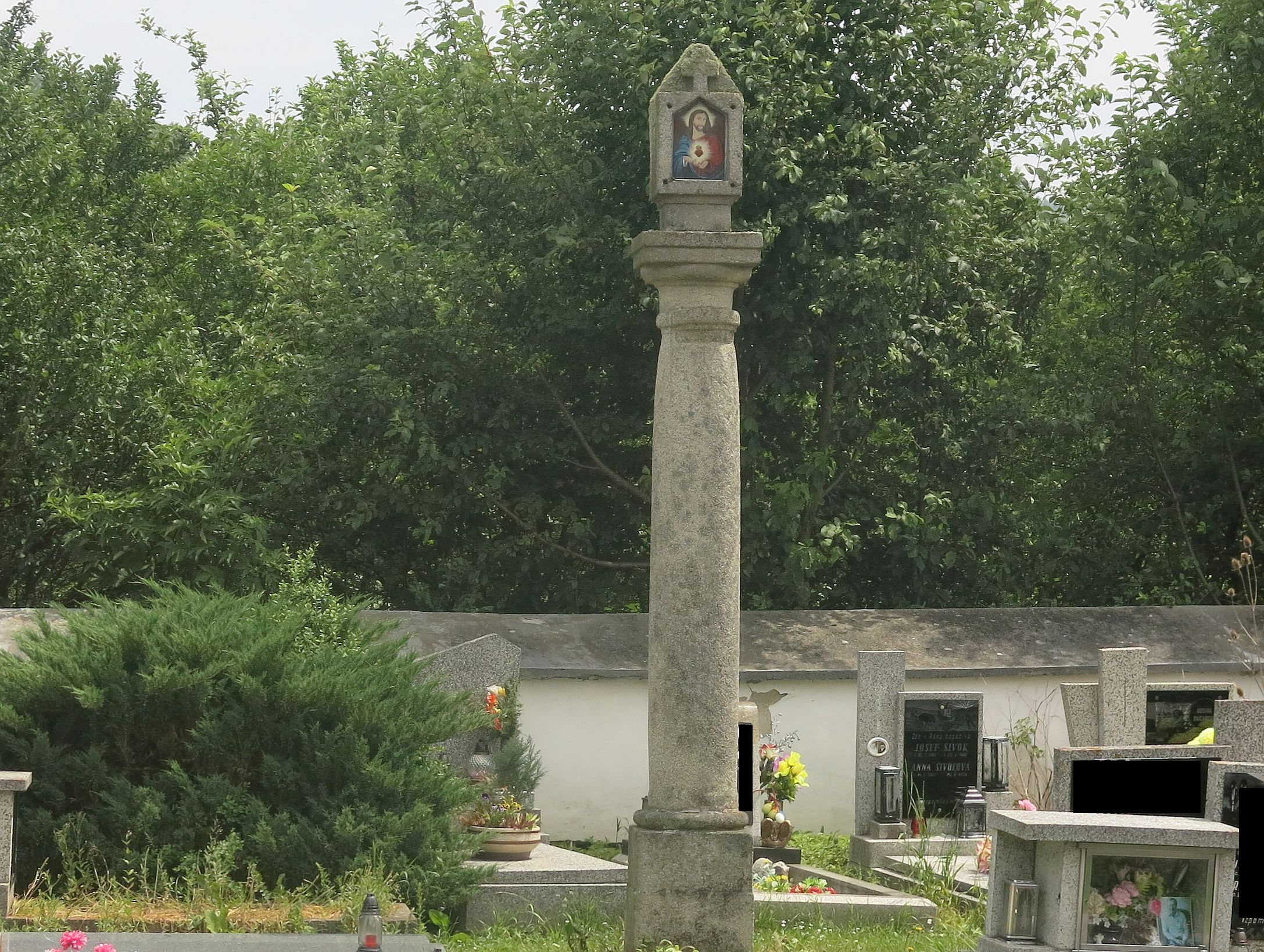
Boží muka na hřbitově
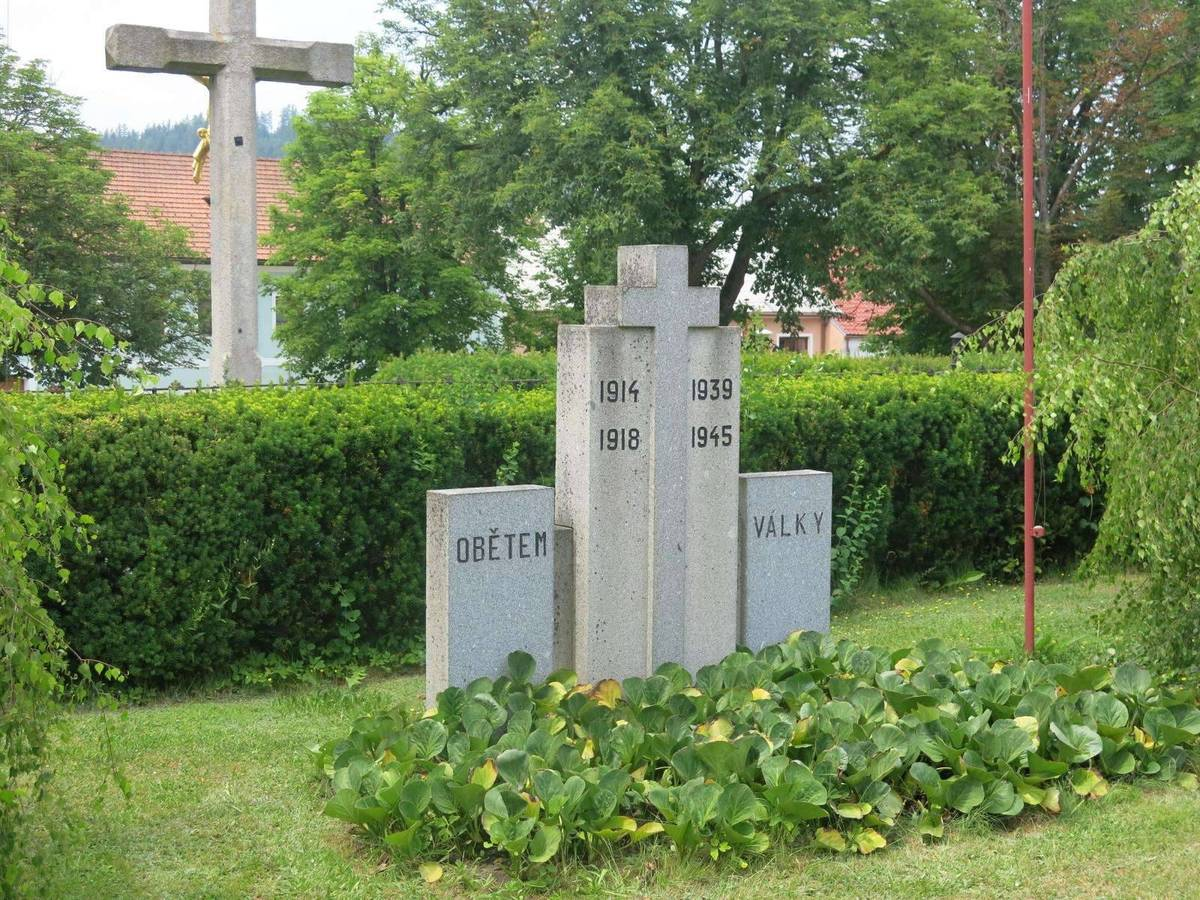
Pomník obětem světových válek
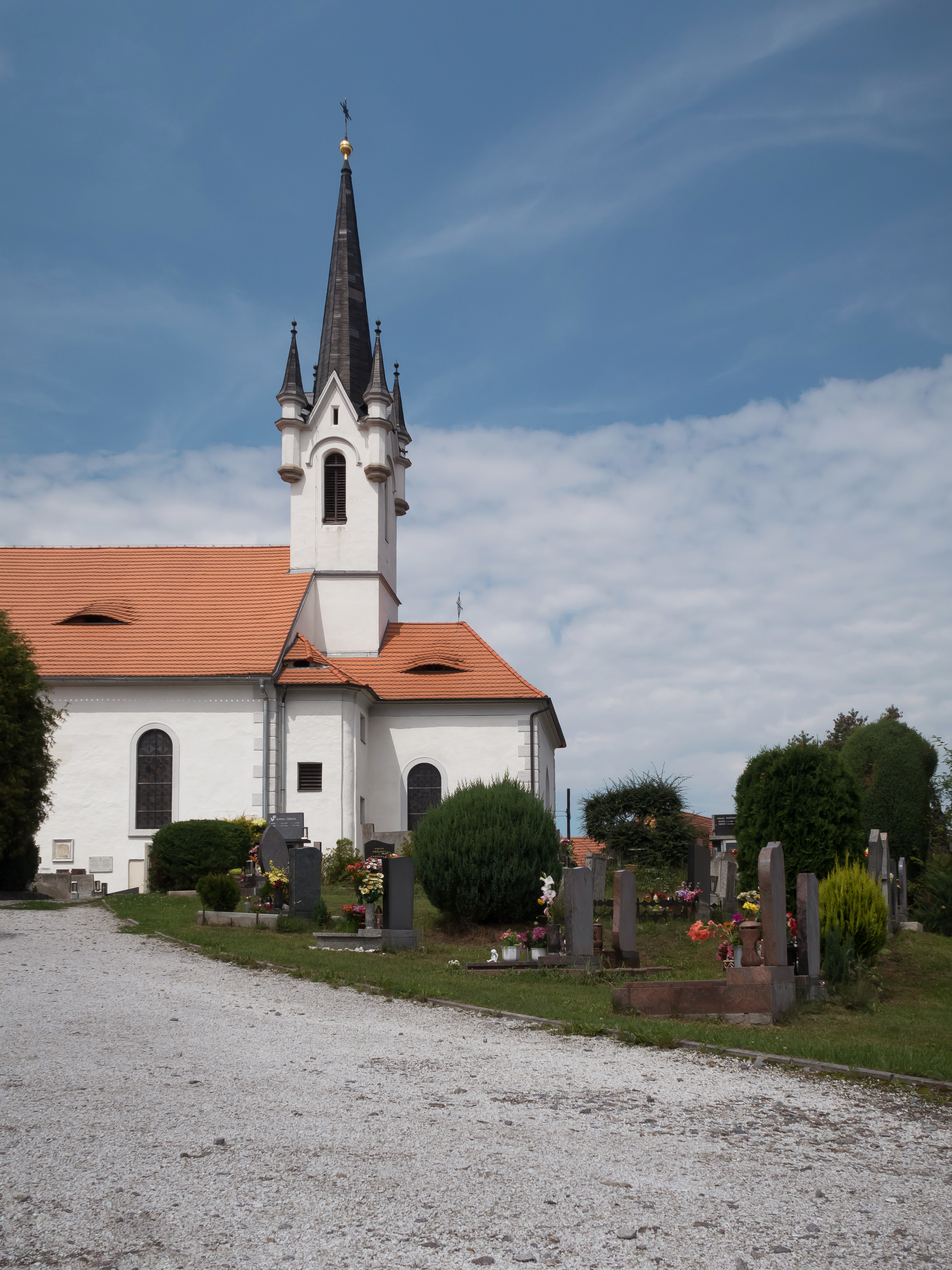
Hřbitov
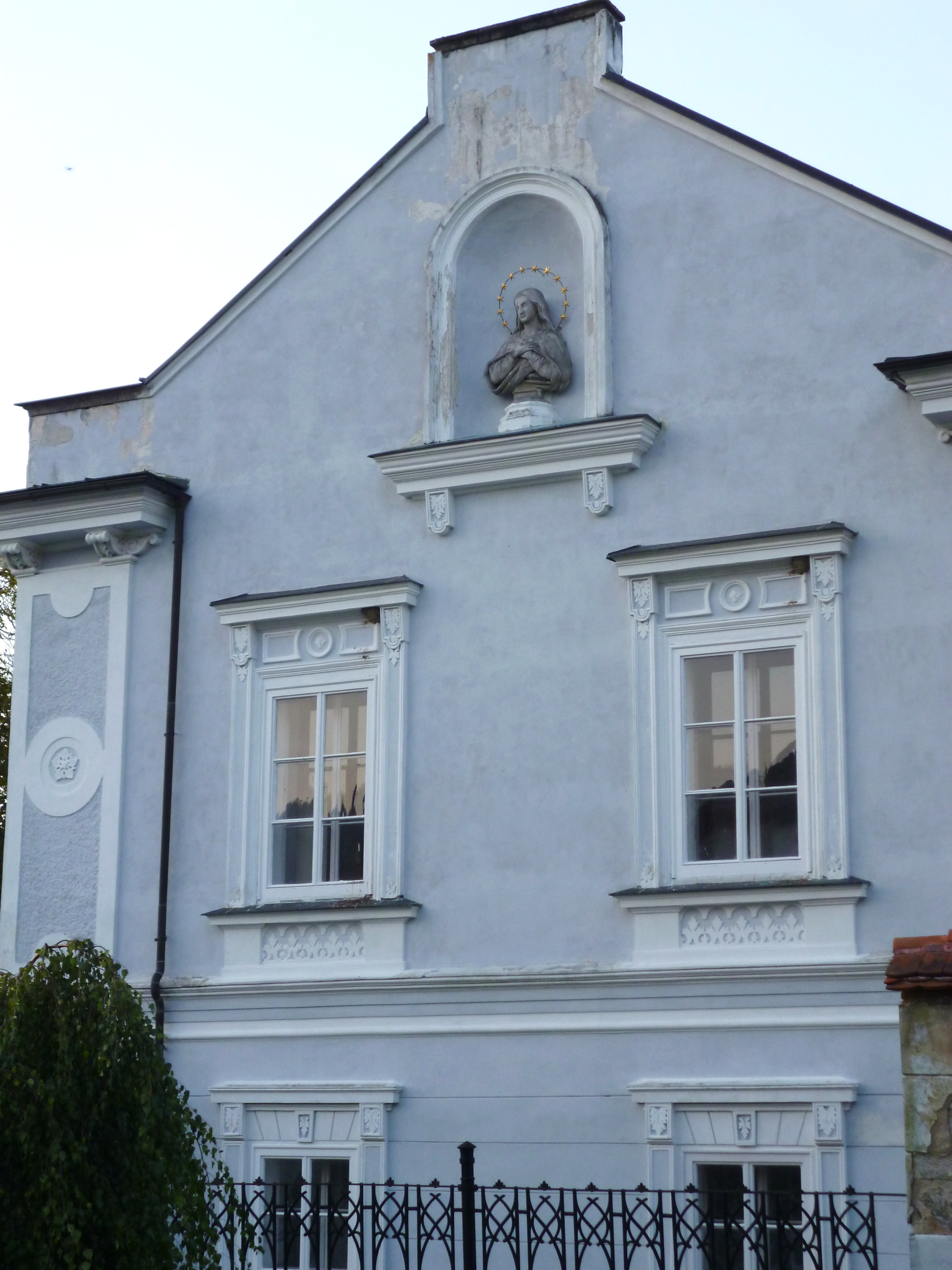
Fara u kostela sv. Bartoloměje
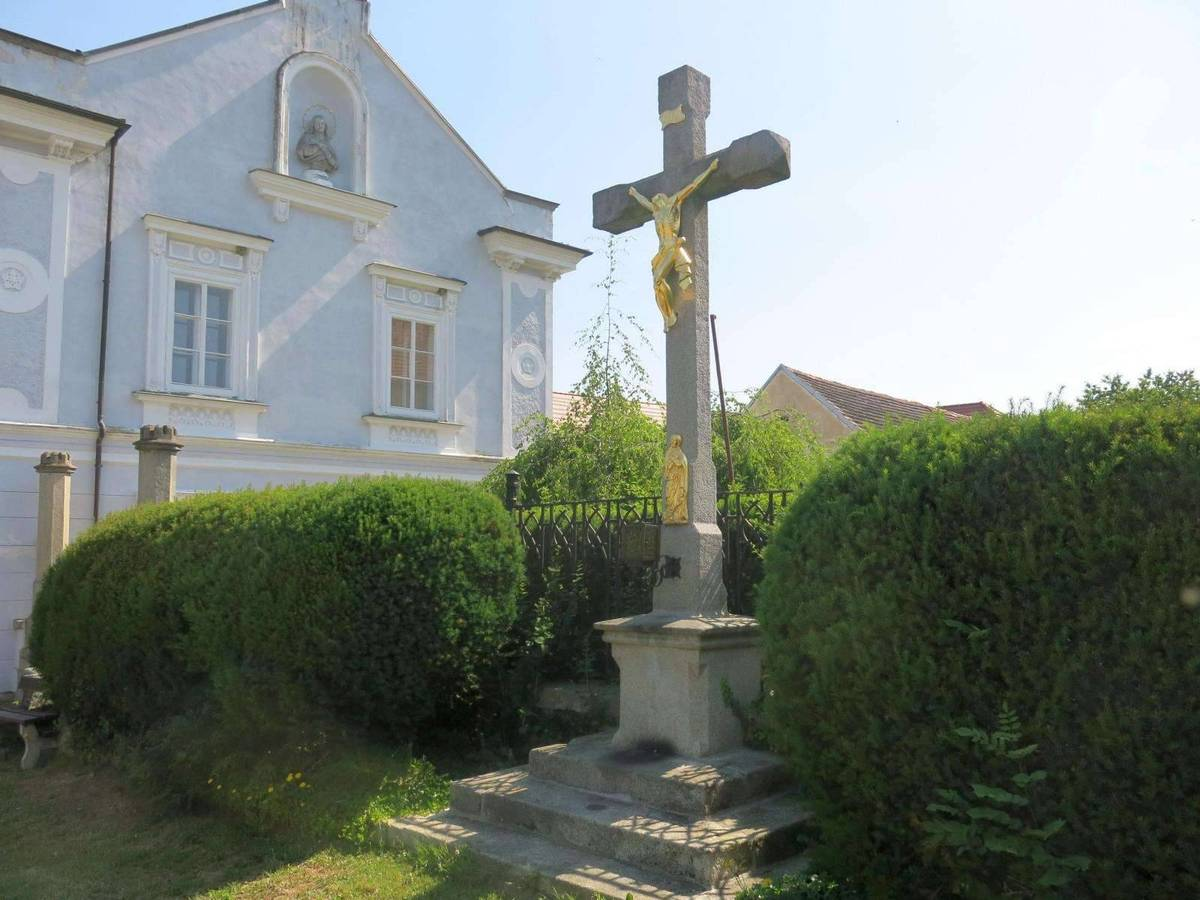
Kříž mezi kostelem a farou